# Grandeur spécifique
 (signalé en août 2025).
Si vous disposez d'ouvrages ou d'articles de référence ou si vous connaissez des sites web de qualité traitant du thème abordé ici, merci de compléter l'article en donnant les références utiles à sa vérifiabilité et en les liant à la section « Notes et références ».
- Archive Wikiwix
- Bing
- Cairn
- DuckDuckGo
- E. Universalis
- Gallica
- Google
- G. Books
- G. News
- G. Scholar
- Persée
- Qwant
- (zh) Baidu
- (ru) Yandex
- (wd) trouver des œuvres sur Wikidata

Une grandeur spécifique est, pour un matériau ou une substance, une propriété quantitative indépendante de la quantité de matière considérée. Elle s'exprime généralement en termes d'unités de grandeur extensive (propres à la propriété considérée) par unité de masse, ou par unité de volume, ou par mole.
On parle aussi de grandeurs spécifiques pour les propriétés d'un objet rapportées à une autre mesure de l'extension de l'objet considéré, sa surface par exemple.

## Hydrologie et météorologie
- Le débit spécifique d'un cours d'eau est son débit rapporté à la superficie de son bassin versant. Il s'exprime en L s−1 km−2 ou en m3 s−1 km−2.
- L'humidité spécifique (ou teneur en eau) d'un air humide est la masse de l'eau qu'il contient, rapportée à sa masse. Elle est sans dimension.

## Physique
- La capacité calorique spécifique et la chaleur spécifique sont d'anciennes dénominations de la capacité thermique massique (quantité d'énergie reçue par unité de variation de température et par unité de masse). Elles s'expriment en J kg−1 K−1 (ou, anciennement, en cal g−1 °C−1).
- La détectivité spécifique d'un photodétecteur est l'inverse de la puissance équivalente de bruit, rapportée à la racine carrée de sa surface et à celle de sa bande passante. Elle s'exprime usuellement en cm Hz1/2 W−1 (jones).
- L'énergie orbitale spécifique de deux corps en orbite autour de leur centre d'inertie est leur énergie mécanique (somme constante de leur énergie potentielle mutuelle et de leurs énergies cinétiques) rapportée à leur masse réduite. Elle s'exprime en J/kg.
- L'intensité spécifique d'un rayonnement polychromatique à une fréquence donnée est la puissance reçue par une surface perpendiculaire au rayonnement, rapportée à l'aire de cette surface, à l'intervalle de fréquences considéré et à l'angle solide d'où provient le rayonnement. Elle s'exprime en W m−2 Hz−1.
- La masse spécifique est une ancienne dénomination de la masse volumique (masse par unité de volume). Elle s'exprime en kg/m3.
- Le poids spécifique d'un matériau, ou poids volumique, est son poids par unité de volume. Il s'exprime en N/m3.
- La surface spécifique d'un objet (catalyseur poreux, mousse métallique, etc.) désigne sa superficie réelle (par opposition à sa surface apparente), rapportée à sa masse (ou, parfois, à son volume). Elle s'exprime en m2/kg (ou, parfois, en m2/m3 = m-1).
- Le volume spécifique d'un matériau, ou volume massique, est son volume par unité de masse. Il s'exprime en m3/kg.

## Technologie
- La consommation spécifique d'un moteur thermique est la consommation de carburant (exprimée en kg/s) rapportée à la puissance motrice obtenue (exprimée en W). Elle s'exprime en kg s−1 W−1 (ou, plus communément, en g/kWh).
- Le débit d'absorption spécifique est l'énergie d'ondes radiofréquences reçue chaque seconde par l'usager d'un appareil radioélectrique (un téléphone portable, par exemple) lorsque cet appareil fonctionne à pleine puissance et dans les pires conditions d'utilisation, rapportée à la masse des tissus exposés. Il s'exprime en W/kg (= m2/s3).
- L'impulsion spécifique d'un moteur à réaction ou d'un moteur-fusée est sa poussée rapportée au produit de son débit massique de carburant par l'accélération de la pesanteur. Elle s'exprime en secondes.